# 331e régiment d'infanterie
Le 331e régiment d'infanterie (331e RI) est un régiment d'infanterie de l'armée de terre française constitué en 1914 avec les bataillons de réserve du 131e régiment d'infanterie.
À la mobilisation, chaque régiment d'active crée un régiment de réserve dont le numéro est le sien plus 200.

## Création et différentes dénominations
Le 331e régiment d'infanterie est constitué à Orléans sous le commandement du lieutenant-colonel Lebègue. Il est composé de deux bataillons. Il est dissous le 18 août 1917.

Reformé le 12 septembre 1939.

## Chefs de corps
- 9 août 1914 - 30 août 1914: lieutenant-colonel Lebègue (blessé).
- 30 août 1914 - 9 septembre 1914: chef de bataillon Victor Algarron (évacué)
- 9 septembre 1914 - 23 septembre 1914: chef de bataillon Louis Viguerie (tué)
- 25 septembre 1914 - 3 octobre 1914: lieutenant (R) Georges Lafaurie
- 3 octobre 1914 - : capitaine (TA) Paul-Frédéric Rollet
- 1917 : lieutenant-colonel Coste
- 1939 : lieutenant colonel Lafont

## Historique des garnisons, combats et batailles du331eRI

### Première Guerre mondiale

#### Affectation
À sa création il fait partie de la  IIIe armée, 5e corps, 10e division d'infanterie.

#### 1918
Les pertes du régiment au cours de la guerre sont les suivantes :
- officiers tués ou morts des suites de leurs blessures : 30 ;
- officiers disparus : 2 ;
- sous-officiers, caporaux et soldats tués ou morts les suites de leurs blessures : 1109 ;
- sous-officiers, caporaux et soldats disparus : 451.

### Seconde Guerre mondiale
Formé le 12 septembre 1939 dans le secteur de Blois, le 331e RI a pour chef de corps le lieutenant-colonel Lafont et fait partie le 10 mai 1940 de la 55e division d'infanterie qui renforce le sous-secteur de Sedan (secteur fortifié de Montmédy).

## Drapeau
Il porte, cousues en lettres d'or dans ses plis, les inscriptions suivantes :
- La Somme 1916
- L'Aisne 1917

## Personnages célèbres ayant servi au331eRI
Le Capitaine Paul-Frédéric Rollet, le "Père de la Légion", futur premier Inspecteur de la Légion étrangère.